# Tillandsia carrierei
Tillandsia carrierei är en gräsväxtart som beskrevs av Éduard-François André. Tillandsia carrierei ingår i släktet Tillandsia och familjen Bromeliaceae. Inga underarter finns listade i Catalogue of Life.